# Inväxning
Inväxning är den process när trädplantor och små träd växer in i trädskiktet i en skog. 
Begreppet används oftast i samband med blädningsbruk och är då en förutsättning för att blädningsbruket skall fungera på riktigt lång sikt. Så länge det genomsnittliga antalet plantor eller småträd som årligen växer förbi inväxningsgränsen minst motsvarar det genomsnittliga antalet träd som årligen avverkas eller dör naturligt är inväxningen tillräcklig, oavsett hur mycket eller litet plantor det för stunden råkar finnas i skogen.
Vilken storleksgräns man väljer för inväxningen avgörs av hur små träd man väljer att mäta i den blädade skogen. I nordiska studier är inväxningsgränsen normalt sett satt någonstans i intervallet 0-10 cm diameter i brösthöjd (1,3 m över marken), och oftast kring 5-8 cm diameter. 
I nordiska studier av granskog som sköts med blädningsbruk är den årliga inväxningen förbi ca 8 cm diameter i brösthöjd oftast i storleksordning 5-15 stammar per hektar och det har räckt för att bibehålla den fullskiktade strukturen i skogen. Vid svaga blädningar verkar inte inväxningen påverkas vare sig uppåt eller nedåt. Om man avverkar hårdare och lämnar ett så glest restbestånd att tillväxten kraftigt reduceras ökar inväxningen något, men inte tillräckligt för att kompensera för den produktionsförlust som den hårda avverkningen orsakar. Den produktionsförlust som görs under den tid som inväxande träd behöver för att nå gagnvirkesdimension kan inte kompenseras i efterhand utan den är förlorad totalt sett.  
Inväxningen påverkar inte möjligheterna att bläda under de närmaste 40-50 åren. Däremot påverkar inväxningen förbi ca 8-10 cm i brösthöjd den stående volymen, och framförallt mängden träd som ska bli avverkningsbara om 50-100 år.